# 케레를로 토도
《케레를로 토도》(스페인어: Quererlo todo)은 2020년 방영된 멕시코의 텔레노벨라이다.